# Ângelo Domingos Salvador
Ângelo Domingos Salvador (ur. 17 lipca 1932 w Segredo, zm. 13 sierpnia 2022 w Caxias do Sul) – brazylijski duchowny rzymskokatolicki, w latach 1999-2007 biskup Uruguaiana.

## Życiorys
Święcenia kapłańskie przyjął 22 marca 1958. 16 marca 1981 został prekonizowany biskupem pomocniczym São Salvador da Bahia ze stolicą tytularną Selia. Sakrę biskupią otrzymał 14 czerwca 1981. 16 maja 1986 został mianowany prałatem terytorialnym Coxim, a 17 lipca 1991 biskupem Cachoeira do Sul. 26 maja 1999 został mianowany biskupem Uruguaiana. 27 czerwca 2007 przeszedł na emeryturę.